# Jimmy Hagan
James Hagan, detto Jimmy (Washington, 21 gennaio 1918 – 26 febbraio 1998), è stato un allenatore di calcio e calciatore inglese di ruolo attaccante.
Con il Benfica ha vinto tre campionati portoghesi di seguito, nel 1970-1971, nel 1971-1972 e nel 1972-1973; vincendo anche la Taça de Portugal nel 1972 ha conquistato un double nello stesso anno. Sempre in quella stagione il Benfica ha inoltre raggiunto la semifinale della Coppa dei Campioni 1971-1972, dove è stato eliminato dai campioni in carica e futuri vincitori dell'Ajax.
In quegli anni Hagan ha inoltre stabilito il record europeo di vittorie consecutive in campionato, con ventinove affermazioni di seguito: la serie è iniziata alla venticinquesima giornata del campionato 1971-1972 con la vittoria per 5-1 sull'Atlético e si è interrotta alla ventiquattresima giornata del campionato seguente con il pareggio per 1-1 con il Porto.
Nel 1979 ha vinto la sua seconda Taça de Portugal alla guida del Boavista.

## Palmarès

### Giocatore

#### Competizioni nazionali
- Second Division: 1

Sheffield United: 1952-1953

### Allenatore

#### Competizioni nazionali
- Campionato portoghese: 3

Benfica: 1970-1971, 1971-1972, 1972-1973
- Coppa del Portogallo: 2

Benfica: 1971-1972
Boavista: 1978-1979
- Coppa di Lega inglese: 1

West Bromwich: 1965-1966
- Fourth Division: 1

Peterborough Utd: 1960-1961